# Holsteinfeldzug

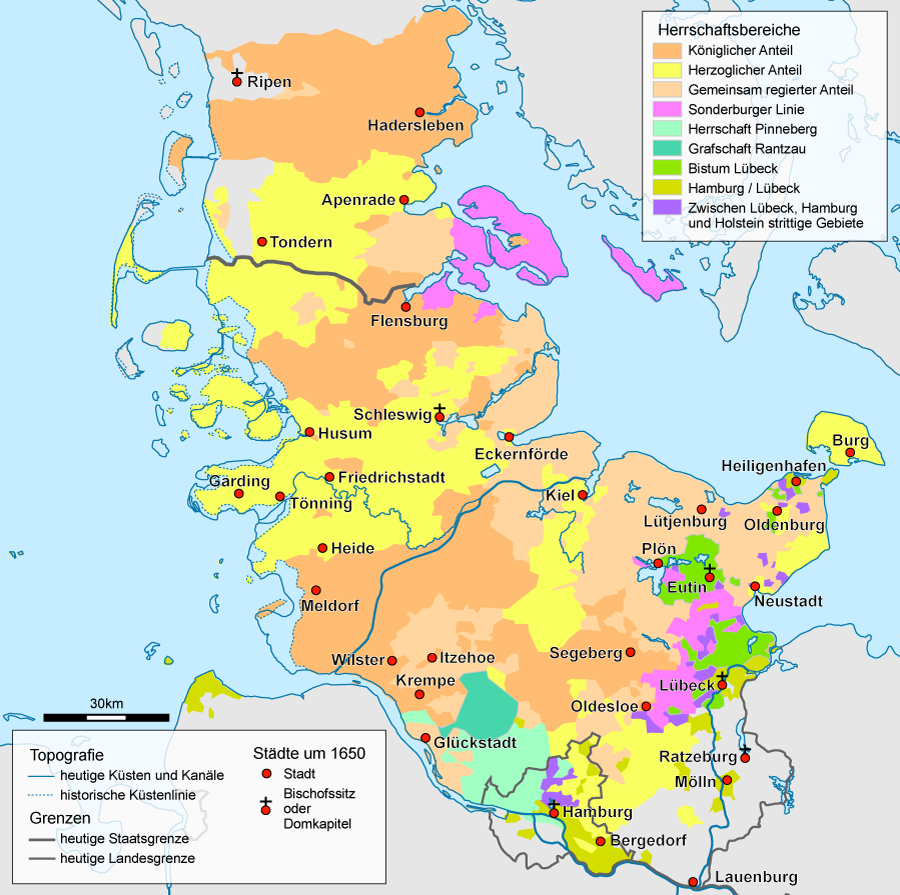
Schleswig und Holstein um 1650. Die Karte zeigt die zersplitterten Herzogtümer, der Gottorfer Anteil ist gelb gekennzeichnet

Als Holsteinfeldzug werden die Auftaktoperationen in den Herzogtümern Schleswig und Holstein im Großen Nordischen Krieg von März bis Juni 1700 bezeichnet. Der Feldzug endete mit einer Niederlage der dänischen Angreifer gegen ein vereintes schwedisches-lüneburgisch-holländisches Heer.

## Vorgeschichte
Durch den Altonaer Vertrag von 1689 hatte Herzog Christian Albrecht die Unabhängigkeit des Herzogtums Schleswig-Holstein-Gottorf zugesprochen bekommen. Garantiemächte des Vertrages waren Schweden, England und die Niederlande. Für Dänemark war die Souveränität des kleinen Herzogtums, dessen Ländereien zersplittert zwischen den königlichen Anteilen der Herzogtümer Schleswig und Holstein lagen, ein Ärgernis. Da Schweden in den vorangegangenen Kriegen dieses als Ausgangsbasis für Truppenunternehmungen gegen Dänemark genutzt hatte, sah der dänische König seine Lehnshoheit verletzt. Zudem war das Herzoghaus mit dem schwedischen Königshaus verwandt, da Christian Albrechts Sohn Herzog Friedrich IV. von Schleswig-Holstein-Gottorf mit der schwedischen Prinzessin Hedwig Sophia verheiratet war.
Gegen Ende des 17. Jahrhunderts formierte sich eine erneute Koalition gegen die schwedischen Großmachtambitionen im Ostseeraum durch die drei traditionellen schwedischen Gegner Dänemark, Sachsen-Polen und das Zarentum Russland.
Militärisch begann der Große Nordische Krieg mit einem Einfall der Sachsen in Livland ab Februar 1700. Als der Dänenkönig Friedrich IV. davon Nachricht erhielt, ließ er im März 1700 die Feindseligkeiten gegen den Schwager Karls XII., den Herzog Friedrich von Schleswig-Holstein-Gottorf, eröffnen. Dieser war zugleich Oberbefehlshaber aller schwedischen Truppen in Deutschland. Dies bedeutete also, dass König Friedrich IV. von Dänemark am 11. März 1700 auch Schweden den Krieg erklärte.

## Rüstung
Die dänische Armee bestand aus zehn Infanterieregimenter und zwei Freikompanien, zusammen 16.250 Mann, die Kavallerie bestand aus 13 Reiterregimenter mit je 360 Reiter und zwei Dragonerregimenter, insgesamt 3800 Reiter und 820 Dragoner. Die Artillerie bestand aus mehreren Kompanien zu insgesamt 742 Mann. Der Generalstab setzte sich aus den General Ferdinand Wilhelm von Württemberg-Neuenstadt, der die Operation insgesamt leitete, zwei Generalleutnante, acht Generalmajore und drei Brigadiers zusammen. Die dänische Armee bestand 1700 aus insgesamt 23.021 Soldaten und Offiziere.

## Verlauf

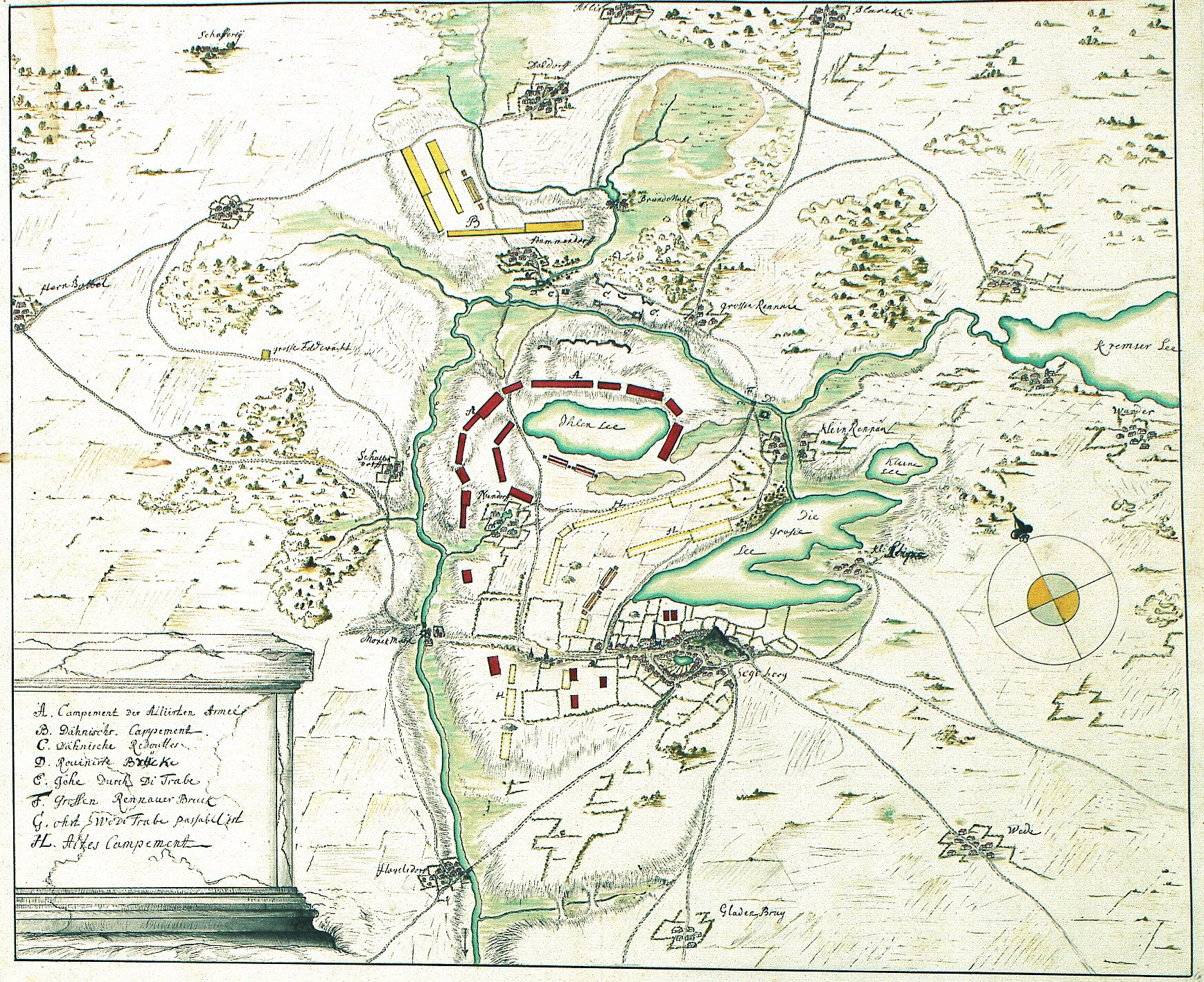
Plan der Feldlager der Alliierten und der Dänen bei Bad Segeberg und Hamdorf, 1700

An der Eider bei Rendsburg war bei Kriegsbeginn ein dänisches Korps von 14.000 Mann unter dem Befehl des Herzogs Ferdinand Wilhelm von Württemberg zusammengezogen worden. Diese Truppen setzten sich am 17. März 1700 in Bewegung, besetzten Friedrichstadt, Husum und einige Schanzen an der Untereider. Des Weiteren wurden die Ämter Reinbek, Trittau, Tremsbüttel, Steinhorst besetzt. Dänische Truppen schlossen am 22. April 1700 Tönning ein. Dieses war mit 4000 Mann unter General Johan Banér besetzt worden. Während der Belagerung von Tönning wurde die Stadt ab dem 26. April mit Granaten beschossen und die Besatzung musste die Außenwerke verlassen. Im südlichen Holstein kam es jedoch nur zu ergebnislosen Operationen. Ein Einmarsch sächsischer Hilfstruppen in das lüneburgische Territorium schlug fehl.
Den angegriffenen Schweden kamen finanzielle Hilfen durch das Königreich Frankreich zugute. Auch Englands König Wilhelm III., zugleich Statthalter in den Niederlanden, unterstützte Schweden. Beide wollten den Frieden im Norden erhalten.
Im Mai 1700 sammelte sich indessen eine 7000 Mann starke schwedische Armee aus den Regimentern in Schwedisch-Pommern und Bremen-Verden, die unter dem Befehl des Feldmarschalls Nils Karlsson Gyllenstierna stand. Den Übergang über die Elbe versuchten aus den vier holsteinischen Ämtern rekrutierte dänische Soldaten aufzuhalten. Sie zogen sich aber zurück. Auch eine dänische Fregatte, die Hummer wurde auf der Elbe von alliierten Kräften versenkt. 40 Dänen gerieten auf dem Rückzug in alliierte Gefangenschaft.
Ab dem Sommer wurde dieser auch von den Garantiemächten des Altonaer Vertrages unterstützt und ein 3000 Mann starkes niederländisches und ein 8000 Mann starkes hannoveranisches Hilfskorps verstärkten das schwedische Heer. Die Truppen vereinigten sich am 28. Mai 1700 bei Altona und eilten zum Entsatz Tönnings. Die alliierten Truppen wurden angeführt von Generalmajor Anton Simon von Boisdavid.
Aufstellung der Alliierten Verstärkungen:
Luneburg-Celle
- Generalmajor Anton Simon von Boisdavid
- Kavallerie (Fünf Schwadronen)
- Dragoner (Sechs Schwadronen)
- Infanterie (Sieben Bataillone)
- Total 1760 Mann Kavallerie und 3550 Mann Infanterie

Kur-Hannover
- General-Lieutenant Sommerfeld
- Kavallerie: Sieben Schwadronen
- Infanterie: Fünf Bataillone
- Total: 1500 Mann Kavallerie 3500 Mann Infanterie

Später erhielt das Korps von Hannover Verstärkungen unter GM H.P. Ohr in Höhe von 900 Mann Kavallerie und 2800 Mann Infanterie.
Nach einem Beschuss erfolgte am 31. Mai der letzte Versuch der Dänen, die Festung zu erstürmen. Dieser Versuch misslang. Der Herzog von Württemberg gab daraufhin die Belagerung der Stadt am 2. Juni auf und wich einer Schlacht gegen die schwedischen Truppen aus. Bei der Belagerung kamen von den Verteidigern 50 Soldaten und vier Offiziere ums Leben bei 40 Verletzten.
Der dänische König hatte sich auf den holsteinischen Kriegsschauplatz begeben und begab sich nach Abbruch der Belagerung von Tönning in die Festung Rendsburg. Das 18.000 Mann starke alliierte Heer hatte sich bei Seedorf in Stellung gebracht. Die Dänen brachten ihre Armee, die aus 23 Schwadronen und 18 Bataillonen bestand bei Hamdorf (heute Ortsteil von Negernbötel) in Stellung. Anfang Juli kam es bei Segeberg zu einem Gefecht zwischen Teilen beider Heere, bei denen die 300 Mann starke dänische Abteilung als unterlegene Partei gegen 700 alliierte Soldaten 62 Tote und 70 Gefangene verloren.
Zu einem weiteren Kampf kam es aber nicht mehr, da sich die Lage der Dänen an allen Fronten, auch zur See, so verschlechtert hatten, dass sie sich zur Aufnahme von Friedensverhandlungen genötigt sahen. Nach dem Frieden zu Traventhal am 18. August 1700 fünf Kilometer südlich von Bad Segeberg erhielt der Gottorper Herzog seine Gebiete zurück.

## Bewertung und Erinnerung
Der Feldzug verlief ohne größere Gefechte. Es wurden von beiden Seiten mehrere Erinnerungsmedaillen an den Feldzugsverlauf geprägt.
Der Feldzug wurde vor allem durch die schwedische Landung auf Seeland vereitelt. Dies zwang den Dänenkönig zum sofortigen Frieden, da seine Hauptstadt Kopenhagen ungedeckt war, weil ein Großteil seiner Truppen in Holstein gebunden war. Die Unternehmung in Holstein führte letztlich zu einer Überflügelung auf der geostrategischen Ebene.

## Weblink
- Gesellschaft für Schleswig-Holsteinische Geschichte – der Große Nordische Krieg